# Tatiana Țîbuleac
Œuvres principales
L'été où ma mère a eu les yeux verts (2018), Le Jardin de verre (2020)
Tatiana Țîbuleac, née en 1978 à Chișinău en République de Moldavie, est une journaliste et écrivaine. Elle possède la double nationalité moldave et roumaine.

## Biographie
Tatiana Ţîbuleac étudie à la Faculté de journalisme et de communication de l'Université d'État de Moldavie. Elle commence sa carrière professionnelle comme journaliste reconnue dans l’audiovisuel, et notamment d'un large public dès 1995, en tant que rédactrice de la rubrique Histoires vraies du quotidien Flux.
En 1999, elle rejoint l'équipe de PRO TV Chișinău en tant que reporter, rédactrice et présentatrice du journal télévisé. Elle a également travaillé en Moldavie pour le Fonds des Nations unies pour l'enfance (UNICEF),. 
Tatiana Ţîbuleac met fin à sa carrière de journaliste en 2008, et choisit de s’installer à Paris.

## Carrière littéraire
Tatiana Ţîbuleac fait ses débuts en tant qu'écrivaine en 2014 avec le recueil de nouvelles, Fabule Moderne - Contes modernes, aux éditions Urma Ta. En 2016, elle publie L’Été où maman a eu les yeux verts (Vara în care mama a avut ochii verzi), son premier roman en roumain. Le texte est traduit dans plusieurs langues, et reçoit de nombreux prix dont le prix de la revue L’Observateur culturel pour la prose ou le Prix de l'Union des écrivains de Moldavie,,.
Son deuxième roman, Le Jardin de verre est lauréat du prix de littérature de l’Union européenne en 2019,,,.

## Distinctions
Parmi une liste non exhaustive :
- 2017 : Prix Observator Lyceum pour L’Été où maman a eu les yeux verts.
- 2017 : Prix du magazine littéraire de L’Observateur culturel pour la prose pour L’Été où maman a eu les yeux verts.
- 2017 : Prix de l'Union des écrivains de Moldavie pour L’Été où maman a eu les yeux verts.
- 2019 : Prix de littérature de l’Union européenne pour Le Jardin de verre